# Acipenser fulvescens
Acipenser fulvescens ook bekend als meersteur is een straalvinnige vissensoort uit de familie van de steuren (Acipenseridae). De wetenschappelijke naam van de soort werd voor het eerst geldig gepubliceerd in 1817 door Constantine Samuel Rafinesque.
De soort staat op de Rode Lijst van de IUCN als bedreigd, beoordelingsjaar 2022..

## Afbeeldingen

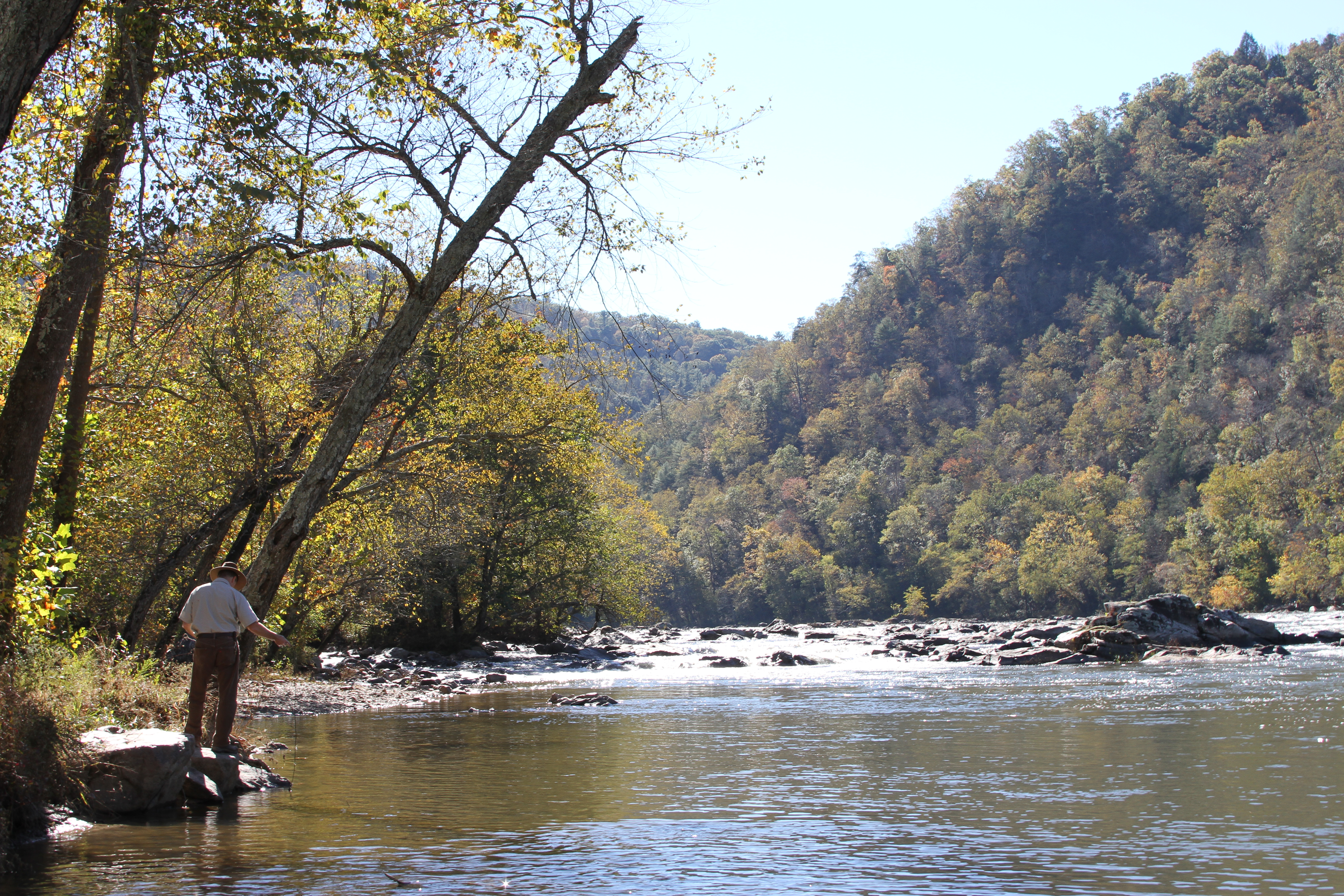
leefgebied
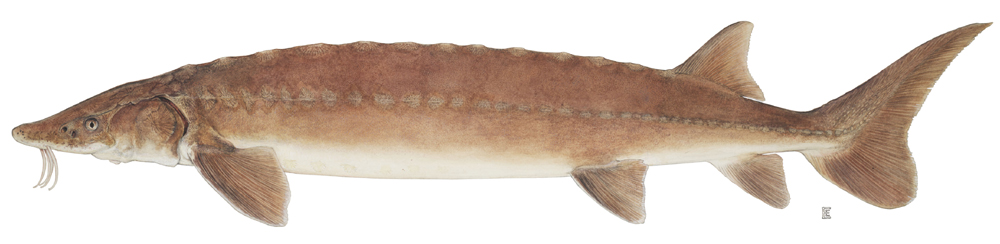
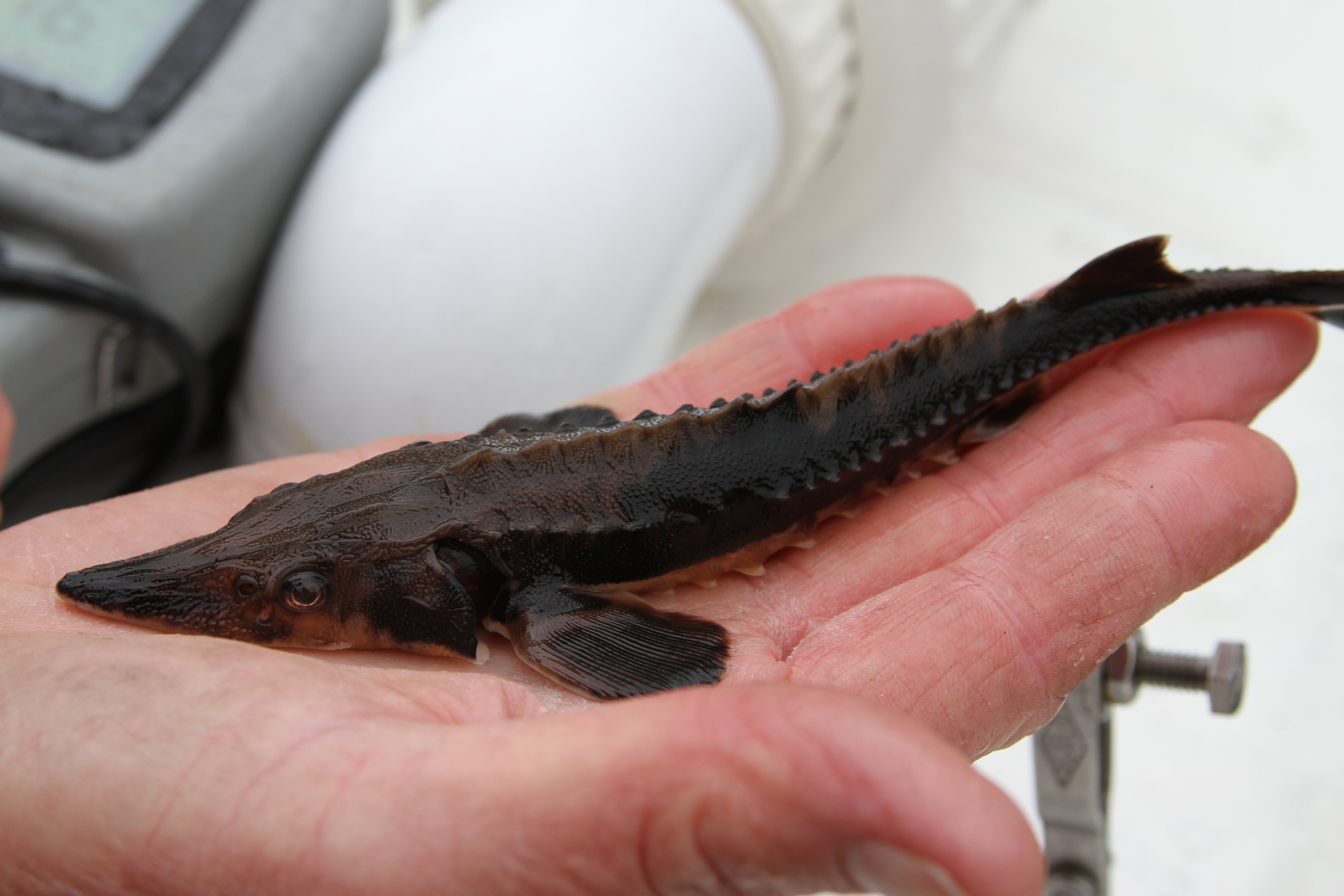
Juveniel
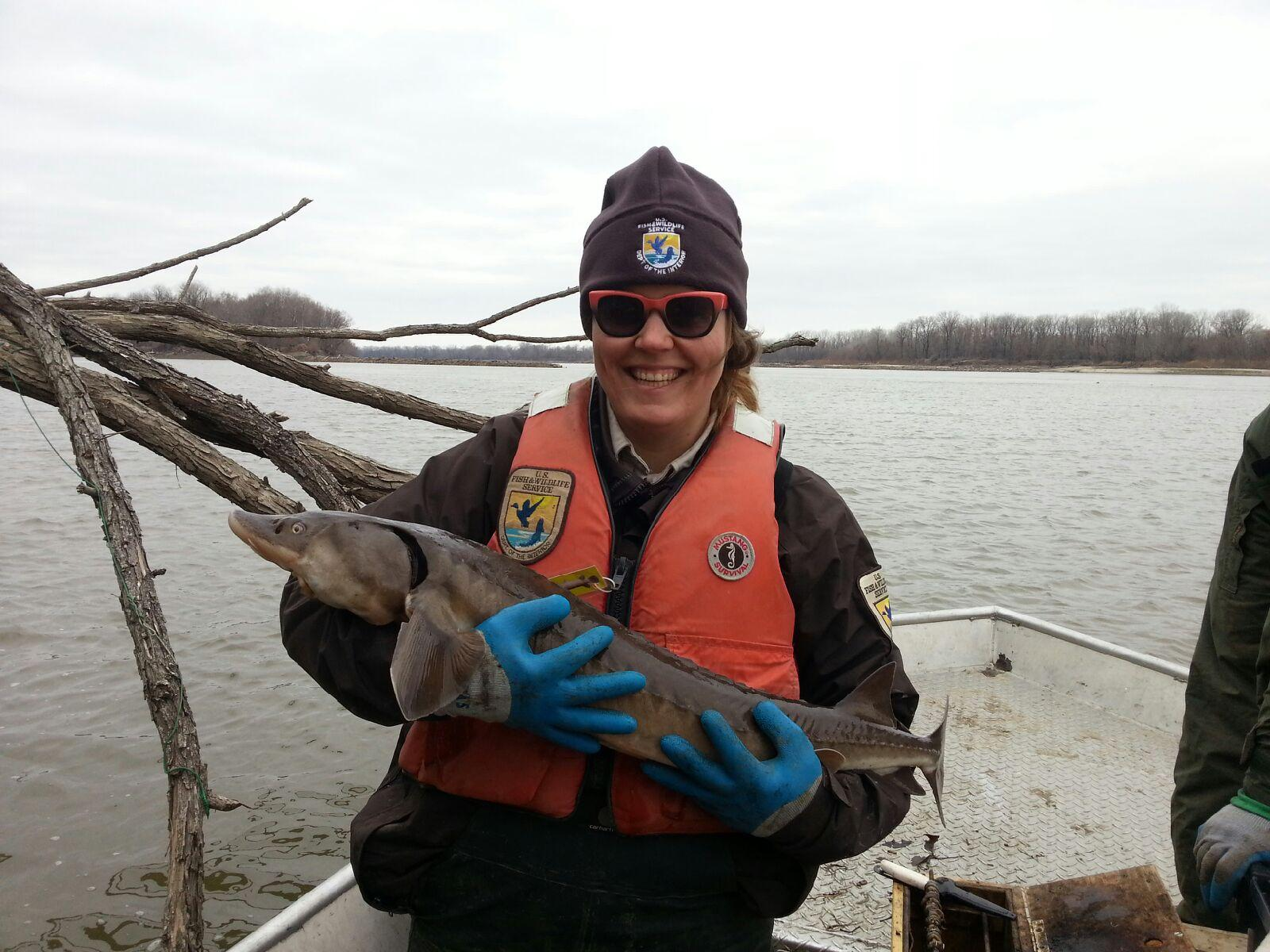
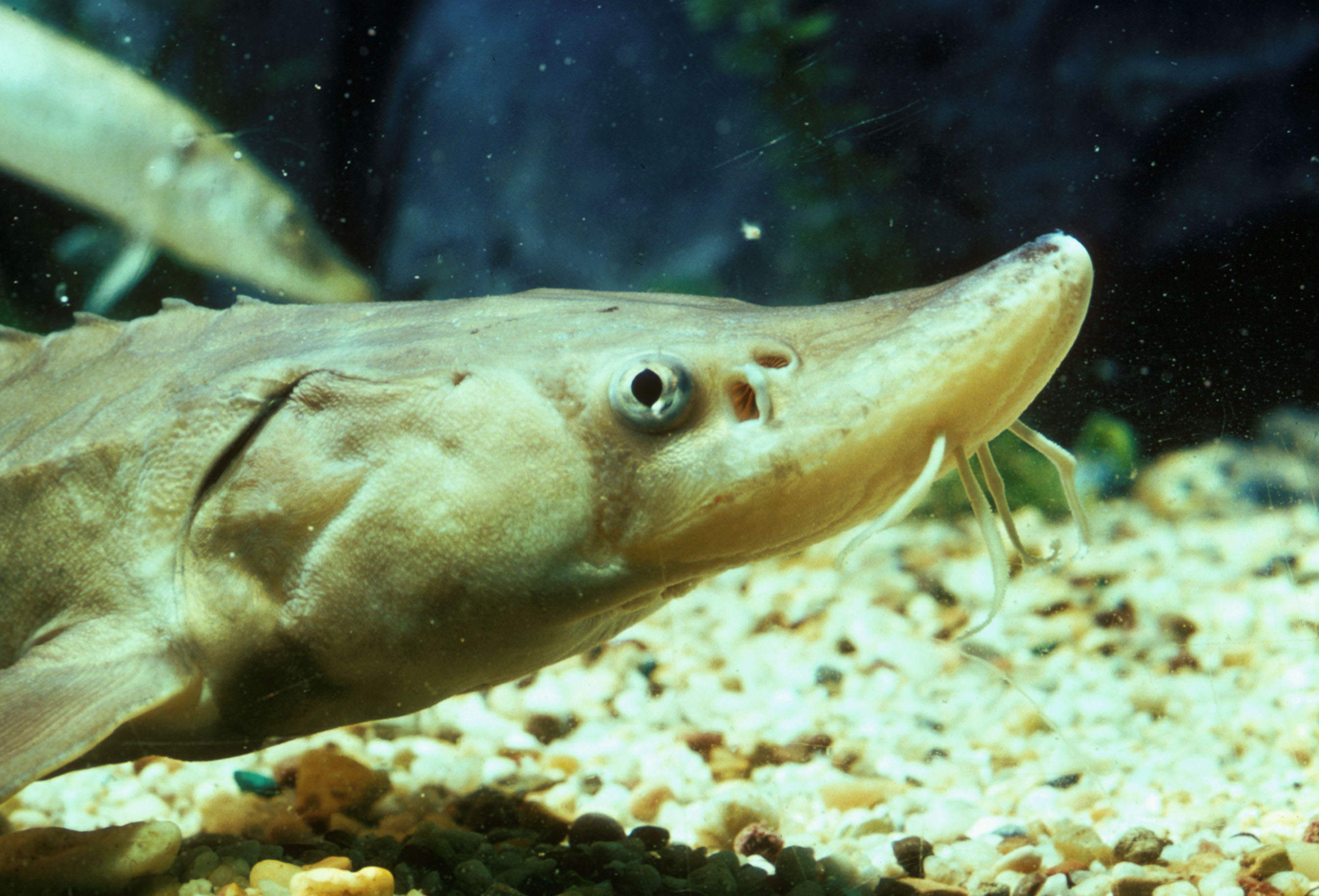
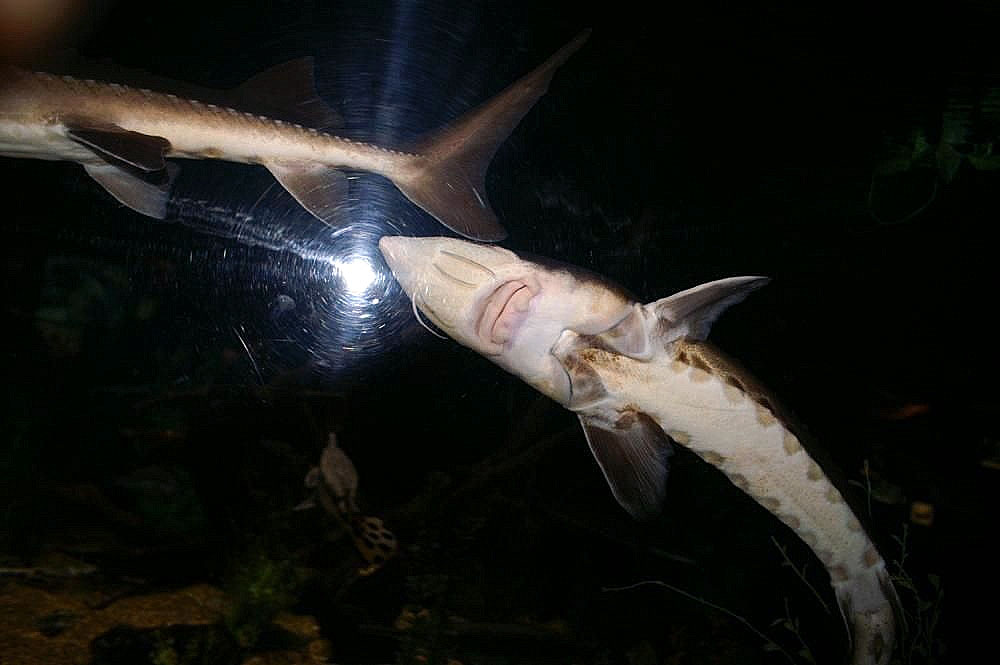